# Festivals en Azerbaïdjan
Les festivals en Azerbaïdjan ont lieu toute l'année dans différentes régions du pays. La ville de Bakou est considérée comme le centre le plus important des festivals en raison de son ampleur et de ses types. Les festivals dans chaque région, en revanche, représentent ses propres caractéristiques locales principalement liées aux coutumes, à la gastronomie locale, etc.

## Festival international de jazz de Bakou

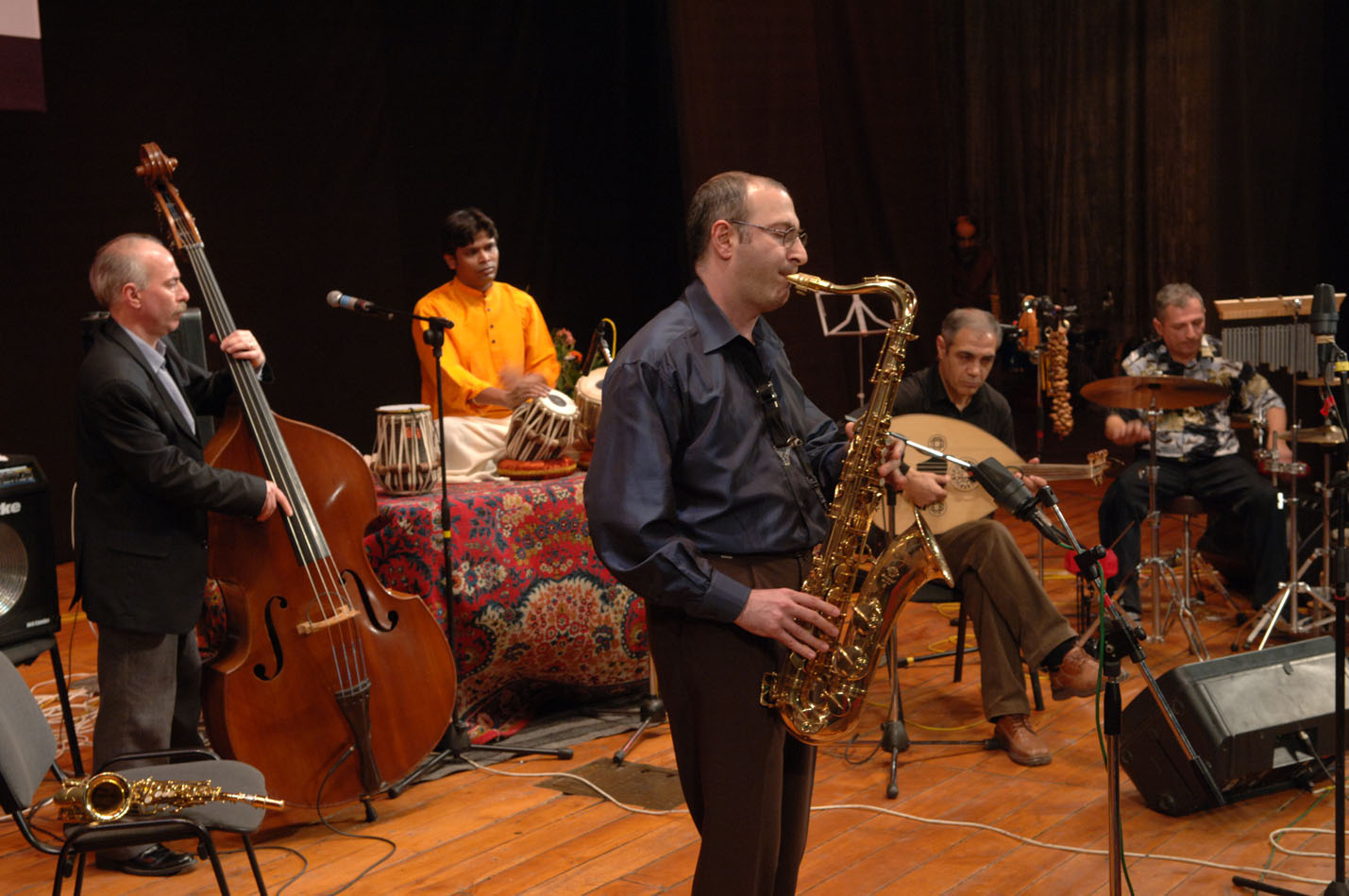
Raïn Sultanov Group et Udai Mazumdar (édition 2005 du festival de jazz de Bakou).

Le festival de jazz de Bakou et ses 115 membres de 34 pays différents ont mis en place un forum et un festival de musique comprenant plusieurs phases, telles que la compétition pour l'obtention du prix du « meilleur interprète de jazz », des expositions d'art et de photos, des concerts de jazz avec la participation de musiciens de jazz de renommée mondiale à travers le monde. 
Le festival fait partie du réseau de jazz européen et se tient chaque année depuis 2005 à Bakou.

## Festival de musique de Gabala
Les festivals internationaux de musique de Gabala ont lieu depuis 2009. Il comprend un concours international de jeunes pianistes, des concerts de mugham, de classique, de musique de chambre, de jazz et autres. Au cours de cet événement, Gabala accueille des orchestres symphoniques ou philharmoniques renommés dans le monde entier, tels que le big band (Géorgie), l'orchestre de jazz de l'hôtel de ville de Tbilissi, l'Orchestre de chambre de Bakou (Azerbaïdjan) et l'Orchestre symphonique de Jérusalem. Les participants du festival jouent généralement les œuvres mondialement connues de Rachmaninoff, Strauss, Brahms, Schumann, Uzeyir Hadjibeyli, Tofig Gouliyev et Vaguif Mustafazade, ainsi que d'autres compositeurs célèbres.

## Fête de la grenade

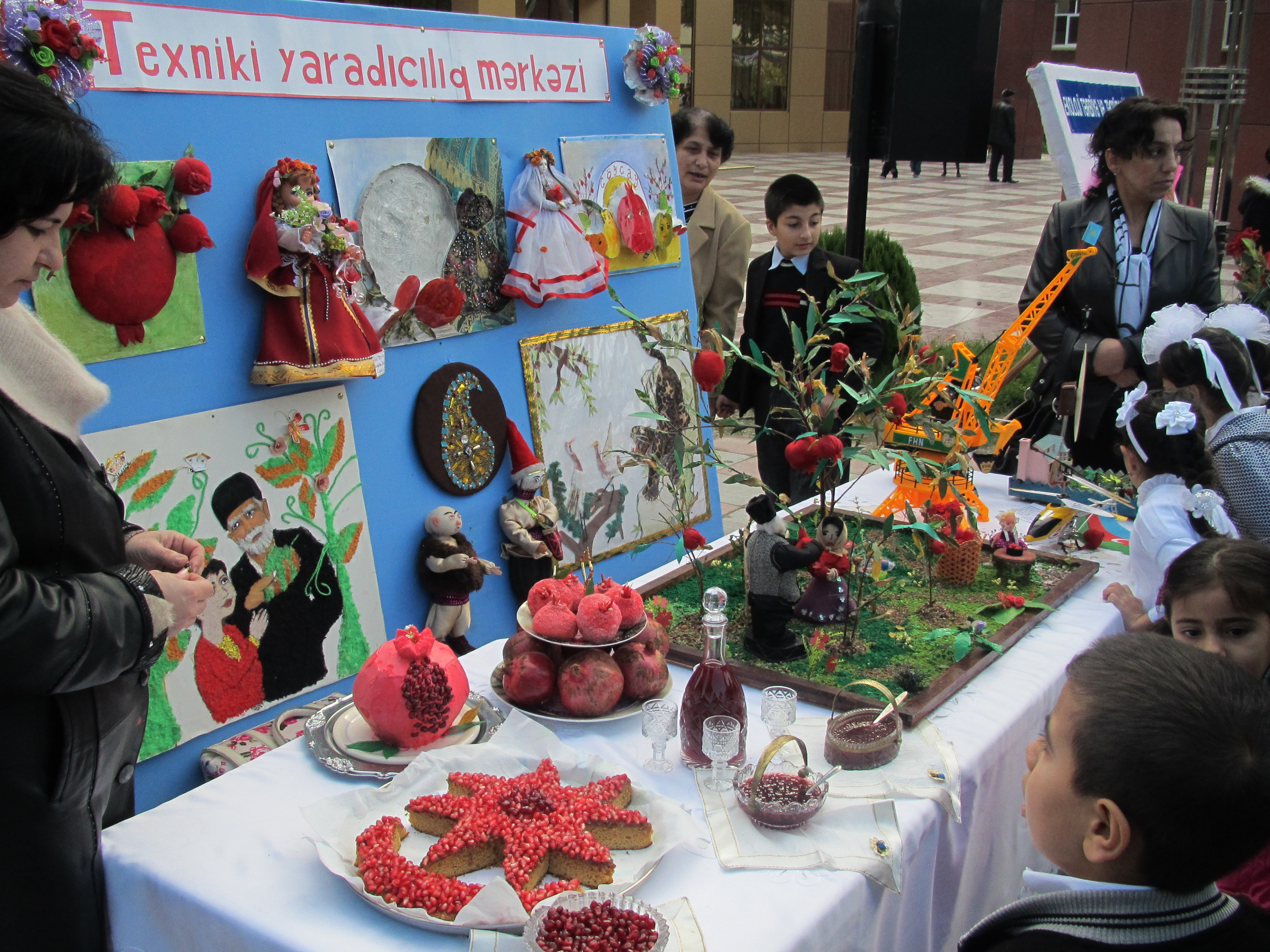
Le festival de la grenade à Goychay, en Azerbaïdjan.

Le festival de la grenade se déroule dans le district de Goytchay à l’automne depuis 2006. Au cours de cet événement, différentes variétés de grenades (Veles, Chirin, Gyuleycha et Chihbaba) et de produits à base de grenade comme le narcharab, le jus concentré, la confiture, la gelée, la grenadine, le vin, les graines au sirop sont affichés dans l'exposition. Le festival comprend également plusieurs cérémonies, compétitions, soirées dansantes, foires, défilés, performances, etc.

## Festival de la pomme
Le festival de la pomme a lieu dans le district de Gouba (partie septentrionale de la république d'Azerbaïdjan). Le festival est principalement consacré à la présentation de divers fruits et en particulier de pommes produites dans le district. L'événement comprend également plusieurs compétitions, telles que « la plus grosse pomme » ou « la plus délicieuse confiture de pommes ».

## Festival international de musique contemporaine nommé d'après Gara Garayev
L'événement est dédié au célèbre compositeur azerbaïdjanais Gara Garayev et a lieu tous les deux ans. Il est organisé conjointement par le ministère de la Culture de l'Azerbaïdjan et la mission permanente du pays auprès de l'UNESCO. Les participants au festival sont également familiarisés avec une exposition de photos et des films documentaires sur la vie et les œuvres du compositeur. Le festival international de musique de Gara Garayev a été organisé pour la première fois en 1986, à l'initiative des compositeurs Faradzh Karayev, Oleg Felzer et du chef d'orchestre Rauf Abdullayev.

## Festival international de musique Uzeyir Hadjibeyov
Le festival international de musique dédié au compositeur azerbaïdjanais Üzeyir Hacıbəyov a lieu en septembre, depuis 2009, dans différentes villes de l'Azerbaïdjan et des événements majeurs ont lieu à Bakou. Le festival est promu par le ministère de la Culture et du Tourisme et par la Fondation Heydar Aliyev.

## Festival international du «Monde du mugham»
Le festival est organisé, pour la première fois, en 2009, avec le soutien de la fondation Heydar Aliyev. En 2015, le festival a réuni des musiciens de quarante pays différents (États-Unis, Turquie, Chine, Iran, Ouzbékistan, Irak, Jordanie, Koweït et Maroc).

## Festival international d’art «Tour de la Vierge»
Le festival d'art « Tour de la Vierge » se tient chaque année à partir de 2010 à Bakou, Itcheri Cheher. Dans le premier festival, il y avait plus de vingt artistes de dix-huit pays. Le 4 juillet 2013, la cérémonie d'ouverture du festival international d'art IV « Tour de la Vierge » a eu lieu boulevard La Croisette à Cannes (France). Le festival avait pour but d'attirer l'attention sur les gazelles en danger, c'est pourquoi les artistes ont décoré les modèles de ces animaux avec les modèles traditionnels de la tour de la jeune fille. Le 6ème festival international d'art de « Tour de la Vierge » s'est tenu du 11 au 14 juin 2015 à Itcheri Cheher. Lors de l'événement, des artistes ont décoré les modèles de grenade et de gazelle, symboles des premiers Jeux européens « Bakou-2015 ».

## Festival des noisettes
La fête de la noisette a lieu chaque année en automne depuis 2017 dans le district de Zagatala, surnommé la « capitale de la noisette en Azerbaïdjan » par la population locale. L'exposition présente de nombreux produits à base de noisettes ainsi que différentes variétés de noisette, châtaignier et noix. Le festival propose également différents types d’événements, des expositions et des concours de peinture et d’artisanat, ainsi qu’une excursion dans le jardin de noisetiers dans la région de Parzivan de la station expérimentale de Zagatala et de l’usine de transformation de la noix d’Azersun.

## Autres festivals

### Festival de Kata
Le festival de Kata est organisé chaque année à Nakhitchevan. Kata (azerbaïdjanais : kətə) — une tarte plate avec des légumes verts est composée de chomu (épinards sauvages), de mélanges de verdure, d'une bougie du désert, de potiron, d'asphodèle, d'ortie, de haricot ou de lentille dans une pâte enroulée sous la forme d'une enveloppe et cuite dans un tandir. Le festival de kata a pour but de montrer et de promouvoir la manière de préparer différents types de kata spécifiques aux différentes régions de la NAR. Le festival a lieu au complexe de musée d'architecture et d'architecture « Nakhchivangala », en avril.

### Fête du vin et du raisin
La fête du vin et du raisin s'est tenue en août 2019 dans le village de Meysari, district de Chamakhi, reconnue comme la capitale de la viticulture par le soutien de la Fondation Heydar Aliyev. Le festival avait pour but d'encourager la production de raisin et de vin locaux, ainsi que de promouvoir l'histoire de la production de vin en Azerbaïdjan. Le festival comprenait une exposition de vin, un défilé de producteurs de vin, une exposition de différents types d'art populaire des districts azerbaïdjanais, notamment de l'artisanat du cuivre, du tissage de tapis et de la poterie.

## Festival international de la gastronomie
Le festival, organisé par la Fondation Heydar Aliyev et l'Agence nationale du tourisme d'Azerbaïdjan, s'est tenu pour la première fois du 5 au 8 mai à Choucha. Des représentants de 12 pays ont participé au festival.

## Festival national de Yaylag
Le festival se tient depuis 2019 au village d'Hajikend de la ville de Gandja, à l'initiative de la Fondation Javad Khan pour l'Histoire et la Culture afin de préserver et promouvoir les yaylags (pâturages) et la culture nomade.